# Hans Speidel (Maler)
Hans Speidel (* 5. Mai 1895 in Polokwane, Südafrika; † 24. September 1976 in Berlin) war ein deutscher Maler und Graphiker.

## Leben
Hans Speidel wurde am 5. Mai 1895 in Polokwane (ehemals Pietersburg), Südafrika, geboren. 1913 erhielt er eine Ausbildung in einer Werbeagentur als Graphiker und wechselte 1914 an die Kunstgewerbeschule Berlin. 1915–1918 Kriegsdienst und englische Gefangenschaft, ab 1920 Arbeit für Verlage mit Buchgestaltungen und Illustrationen, freie Arbeit als Maler, Freundschaft mit Willy Jaeckel.
In der Zeit des Nationalsozialismus war Speidel Mitglied der Reichskammer der bildenden Künste. Für diese Zeit ist seine Teilnahme an neun großen Ausstellungen sicher belegt.
1943 wurde sein Berliner Atelier mit sämtlichen Arbeiten durch Bomben zerstört. Nach Kriegsdienst und sowjetischer Gefangenschaft 1944–1947 war er 1947–1948 Dozent an der Hochschule für bildende Kunst in Berlin-Weißensee und danach 1948–1965 an der Heinrich-Zernack-Schule für freie Malerei und Graphik in Berlin-Wilmersdorf, Emser Straße. Er starb am 24. September 1976 in Berlin-Grunewald.

## Werk
Hans Speidel beharrte darauf, nur zu malen, was er sehen konnte, fühlte sich seinem Gegenüber verpflichtet. Die Gegenstände, für sich genommen einfache, auch belanglose, werden nicht überinterpretiert, doch auch nicht zu Versatzstücken für Bildkompositionen. Ihn reizte das stoffliche und farbige Zusammenwirken – ein Stück Zeitungspapier, darauf zwei geräucherte Makrelen; unaufdringliche Hinweise auf etwas, das es erst einmal zu sehen gilt. Die Berliner Vorstadtlandschaften, die er in den sechziger Jahren am Ort malte, faszinierten ihn in ihrer Unscheinbarkeit, also bagatellisierte er sie weder zu „malerischen Motiven“, noch stilisierte er sie zur Tristesse. Ein kleines Stillleben, „Lucky Strike“, 1947 gemalt, trifft ganz unaufwendig und nicht ohne eine leise Ironie etwas von den allgemeinen Amerikanismen jener Jahre. Seinen Schülern sagte er: „Ich zeige euch, wie man malt. Was ihr daraus macht, ist eure Sache“. Er war ein sehr belesener Mann, der seinen Schülern die Weltliteratur nahebrachte.
Der größte Teil seines Werkes wurde in einer Bombennacht in Berlin 1943 zerstört. Seine bis dahin verkauften Bilder sind verschollen.
Im von Prof. Günter Ohlwein in Berlin verwalteten Nachlass befinden sich:
- Ölbilder, Pastellbilder, Aquarelle, Zeichnungen und Skizzen.
- Mappe mit 17 farbigen Zeichnungen zu „Die Brücke von San Luis Rey“ von Thornton Wilder
- Mappe mit 21 Holzschnitten zu Dichtungen von François Villon
- Mappe  mit 16 Holzschnitten zu „Der Ackermann und der Tod“ von Johannes von Saaz
- Mappe mit 35 Aquarellen zu „Der Verbannte der Inseln“ von Joseph Conrad
- Mappe mit 10 Holzschnitten zu „Die Sprüche des Fu-kiang“ von Paul Gurk
- Mappe mit 16 Radierungen zu „Der Kentaur“ von Maurice de Guérin, übertragen durch Rilke

## Ausstellungen
- 1978 Galerie Taube in Berlin als Ausstellung Nr. 41: „Bilder und Zeichnungen 1947-1970“
- 1995 AGO Galerie Wolfgang Thiede: Stadt-/ Landschaftsbilder und Stillleben

Die Berlinische Galerie besitzt das Ölbild „Berliner Vorstadt“ und als Leihgabe das Ölbild „Villa in der Traberner Straße“.